# Catbird
Catbird er et dansk band dannet i 2001 af sangerinden Billie Koppel og Frank Hasselstrøm. 
Deres debutalbum Sliding From The Moon udkom på BMG i september 2002 og blev nomineret til "Årets Sangerinde" og "Årets Producer" ved Danish Music Awards 2003. Catbird blev ligeledes nomineret til "Årets Nye Navn" ved Danmarks Radios P3-pris.
Catbird udkom 6. oktober 2008 med deres nye album Among Us på Playground Music.

## Medlemmer
- Billie Koppel, vokal
- Frank Hasselstrøm, klaver, keyboard, trompet, trombone og trommer.
- Bjarke Falgren, violin, bratsch, cello, div. guitarer.

## Diskografi

### Albums
- 2002 Sliding From The Moon
- 2008 	Among Us
- 2011	Sweet Cry

### Singler og EP'er
- 2002 You Bring Her Down
- 2002 Mama